# Krabbendijke
Krabbendijke (en zélandais : Kramndieke) est un village de la commune néerlandaise de Reimerswaal, en Zélande. Le village compte 4 388 habitants (2006) et a une superficie d'environ 34 km2.

## Religion
Krabbendijke est l'un des villages protestants les plus rigoureux de Zélande : lors des élections municipales de 2006, le SGP y a obtenu 43,2 % des voix et l'Union chrétienne 9,0 %.
Krabbendijke compte trois églises : une de la Église réformée néerlandaise (Nederlandse Hervormde Kerk), une autre des Gereformeerde Gemeenten et enfin une église des Églises reréformées.

## Transport
Krabbendijke possède une gare de Krabbendijke sur la ligne reliant Rosendael à Flessingue.

## Galerie

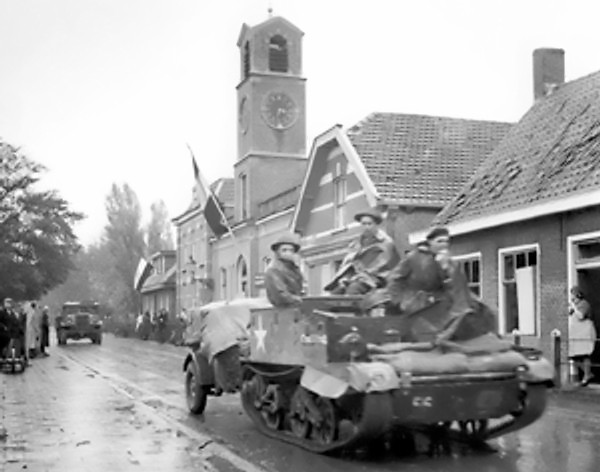
Des véhicules du régiment royal d’infanterie légère d’Hamilton traversant Krabbendijke le 27 octobre 1944.
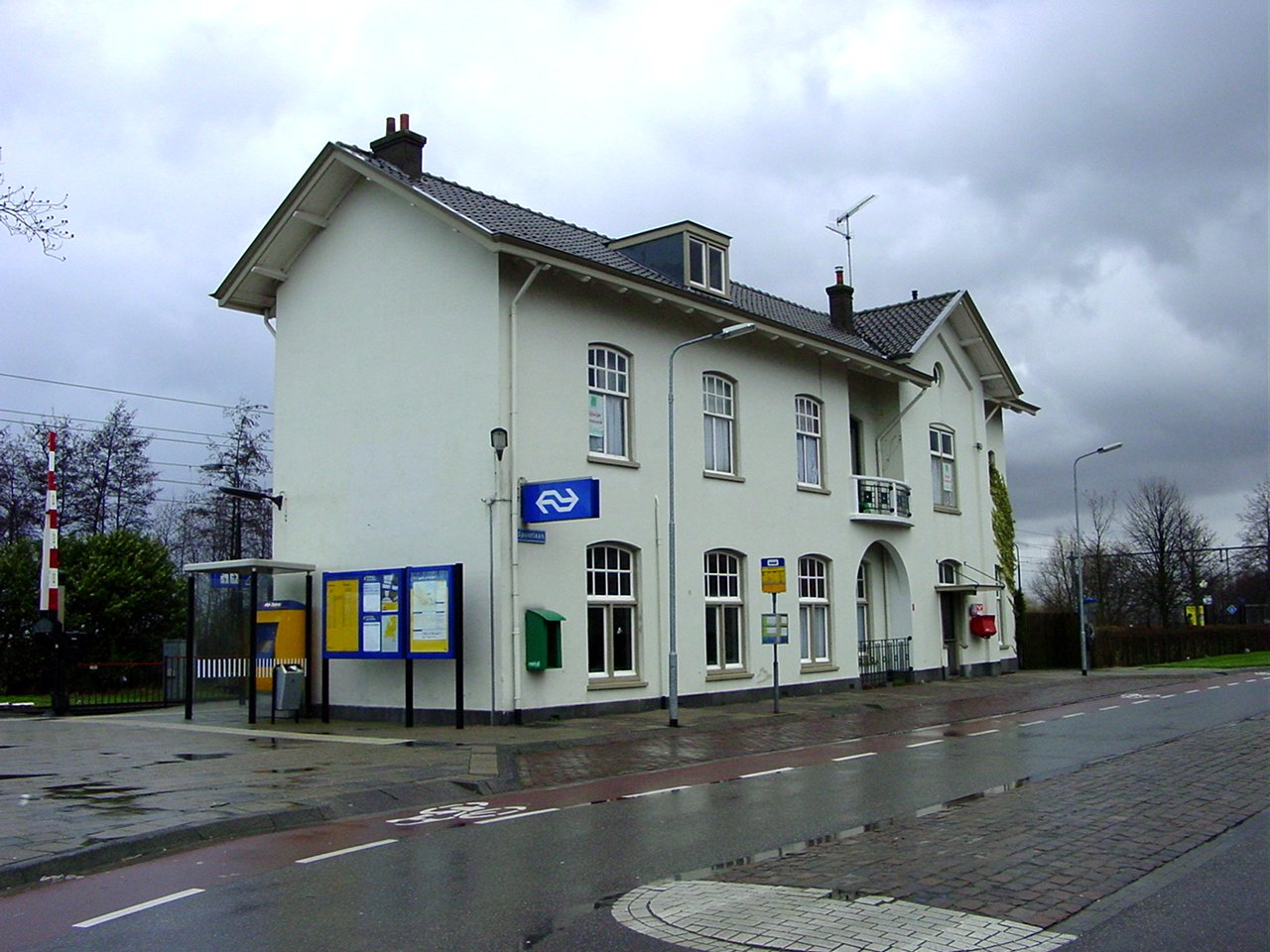
La gare de Krabbendijke.

## Source
- (nl) Cet article est partiellement ou en totalité issu de l’article de Wikipédia en néerlandais intitulé « Krabbendijke » (voir la liste des auteurs).